# Henning Schmidt-Semisch
Henning Schmidt-Semisch (* 1964) ist ein deutscher Soziologe und Kriminologe.

## Biografie
Schmidt-Semisch studierte von 1984 bis 1990 Soziologie und evangelische Theologie an der Westfälischen Wilhelms-Universität in Münster und der Universität Hamburg und schloss mit dem Magister Artium (Hauptfach Soziologie) ab. Danach absolvierte er das zweijährige Aufbaustudium zum Diplom-Kriminologen an der Universität Hamburg. An der Universität Bremen promovierte er 1994. 2002 habilitierte er. Er ist Professor am Fachbereich Human- und Gesundheitswissenschaften der Universität Bremen.
Seine Forschungsschwerpunkte sind die Soziologie der Gesundheit; Sucht- und Drogenpolitikforschung (Tabak, Alkohol, illegale Drogen);  Gesundheitsförderung und Prävention; Gesundheit in Strafvollzug und Kriminalpolitik.
Schmidt-Semisch gehört zu den kritischen Kriminologen, die in den 1980er und 1990er Jahren für die Entkriminalisierung und Legalisierung des Heroinkonsums stritten. Er ist Mitglied im Schildower Kreis, einem Experten-Netzwerk, das gegen die Drogenprohibition argumentiert. 2003 zeichnete ihn die Gesellschaft für interdisziplinäre wissenschaftliche Kriminologie mit dem Fritz-Sack-Preis für Kriminologie aus.

## Schriften
- Drogenpolitik. Zur Entkriminalisierung und Legalisierung von Heroin. 1990.
- Drogen als Genußmittel. Ein Modell zur Freigabe illegaler Drogen. 1992.
- Die prekäre Grenze der Legalität. DrogenKulturGenuß. 1994.
- Gewaltwelten. Hg. zs. mit Michael Lindenberg, 1995.
- Ecstasy – Design für die Seele. Hg. mit Jürgen Neumeyer, 1997.
- mit Bettina Paul: Drogendealer.  Ansichten eines verrufenen Gewerbes. Lambertus, Freiburg 1998, ISBN 3-78411104-1.
- Drogen. Mit Frank Note, 2000.
- Kriminalität als Risiko. Schadenmanagement zwischen Strafrecht und Versicherung. 2002.
- Confronting the Prohibition Model: German Drug Policy in the 21st Century. In: Journal of Drug Issues, Vol. 32.  Gastherausgeber zs. mit L. Böllinger, S. Quensel, Heino Stöver, B. Bullington und D. Maier-Katkin, 2002.
- mit Henner Hess und Birgitta Kolte: Kontrolliertes Rauchen. Tabakkonsum zwischen Verbot und Vergnügen. Lambertus, Freiburg im Breisgau 2004; ISBN 3-7841-1520-9.
- mit Birgitta Kolte und Heino Stöver (Hrsg.): Was tun, wenn Cannabis zum Problem wird? Leitfaden für KonsumentInnen, Eltern, LehrerInnen und BeraterInnen in der Jugend- und Drogenhilfe. Fachhochschulverlag, Frankfurt am Main 2006, ISBN 978-3-936065-64-0.
- mit Bernd Dollinger (Hrsg.): Sozialwissenschaftliche Suchtforschung. VS, Wiesbaden 2007, ISBN 978-3-531-15337-7.
- mit Friedrich Schorb (Hrsg.): Kreuzzug gegen Fette. Sozialwissenschaftliche Aspekte des gesellschaftlichen Umgangs mit Übergewicht und Adipositas. VS, Verlag für Sozialwissenschaft, Wiesbaden 2008, ISBN 978-3-531-15431-2.
- mit Bernd Dollinger (Hrsg.): Handbuch Jugendkriminalität. Kriminologie und Sozialpädagogik im Dialog. Springer VS, Wiesbaden 2010.
- mit Bettina Paul: Risiko Gesundheit. Zu Risiken und Nebenwirkungen der Gesundheitsgesellschaft. VS, Wiesbaden 2010, ISBN 978-3-531-16544-8.
- mit Bernd Dollinger (Hrsg.): Gerechte Ausgrenzung? Wohlfahrtsproduktion und die neue Lust am Strafen. VS, Wiesbaden 2011, ISBN 978-3-531-17808-0.
- mit Heino Stöver (Hrsg.): Saufen mit Sinn? Harm Reduction beim Alkoholkonsum. Fachhochschulverlag, Frankfurt am Main 2012, ISBN 978-3-940087-82-9.
- mit Henner Hess (Hrsg.); Die Sinnprovinz der Kriminalität. Zur Dynamik eines sozialen Feldes, Springer, Wiesbaden 2014, ISBN 978-3-658-03478-8.
- mit Bernd Dollinger (Hrsg.): Sicherer Alltag? Politiken und Mechanismen der Sicherheitskonstruktion im Alltag, Springer VS, Wiesbaden 2016, ISBN 978-3-658-07267-4.
- mit Nadine Ochmann & Gaby Temme (Hrsg.): Healthy Justice. Überlegungen zu einem gesundheitsförderlichen Rechtswesen, Springer VS, Wiesbaden 2016, ISBN 978-3-658-11726-9.
- mit Bernd Dollinger (Hrsg.): Handbuch Jugendkriminalität. Interdisziplinäre Perspektiven, 3., vollständig überarbeitete und aktualisierte Auflage, Springer VS, Wiesbaden 2018.
- mit Simon Egbert, Katja Thane & Monika Urban: Drogentests in Deutschland. Eine qualitative Studie, Springer VS, Wiesbaden 2018
- mit Thomas Hehlmann & Friedrich Schorb: Soziologie der Gesundheit (utb). UVK-Lucius München 2018, ISBN 978-3-825247-416
- mit Robert Feustel & Ulrich Bröckling (Hrsg.): Handbuch Drogen in sozial- und kulturwissenschaftlicher Perspektive. Springer VS, Wiesbaden 2019
- mit Friedrich Schorb (Hrsg.): Public Health. Disziplin – Praxis – Politik. Springer VS, Wiesbaden 2021
- mit Katja Thane und Heino Stöver (Hrsg.): Mit Cannabis leben. Ein Leitfaden für Konsument:innen, Eltern, Lehrer:innen und Fachkräfte in der Drogenhilfe. Idstein: Fachhochschulverlag 2024
- Drogen und Sucht. Eine Einführung (Basiswissen Kriminologie). Springer VS: Wiesbaden 2024
- mit Robert Feustel & Ulrich Bröckling (Hrsg.): Handbuch Drogen in sozial- und kulturwissenschaftlicher Perspektive. 2., erweiterte und ergänzte Auflage. Springer VS, Wiesbaden 2024